# Sorens
Sorens ( en patois fribourgeois) est une localité et une commune suisse du canton de Fribourg, située dans le district de la Gruyère.

## Géographie
Selon l'Office fédéral de la statistique, Sorens mesure 872 ha. 8,9 % de cette superficie correspond à des surfaces d'habitat ou d'infrastructure, 64,5 % à des surfaces agricoles, 26,5 % à des surfaces boisées et 0,0 % à des surfaces improductives.
Sorens est limitrophe de Gibloux, Le Châtelard, Marsens, Pont-en-Ogoz et Villorsonnens.

## Démographie
Selon l'Office fédéral de la statistique, Sorens compte 1 105 habitants en 2022. Sa densité de population atteint 127 hab./km2.
Le graphique suivant résume l'évolution de la population de Sorens entre 1850 et 2008 :

## Sports
L'ascension de Sorens est sur le parcours de la 2e étape du Tour de Romandie 2024, alors classée en deuxième catégorie.